# For Better, for Worse
For Better, for Worse é um filme de drama mudo norte-americano de 1919, dirigido por Cecil B. DeMille e estrelado por Gloria Swanson. Cópia existe no arquivo de filmes da George Eastman House.